# 小行星9850
小行星9850（英語：9850）是一颗围绕太阳公转的小行星。1990年10月9日，天文学家罗伯特·H·麦克诺特在赛丁泉山发现了此天体。
这颗小行星的绝对星等为79.40696等。